# Leonard Schoonmaker
Leon Monroe Schoonmaker (ur. 27 marca 1882 w Singac, zm. 30 maja 1950 w Queens) – szermierz, szpadzista reprezentujący Stany Zjednoczone, uczestnik letnich igrzysk olimpijskich w Antwerpii w 1920 roku. 